# معادله لوتکا-ولتررا
معادله لوتکا-ولتررا (به انگلیسی: Lotka–Volterra equation) که همچنین معادلهٔ شکارچی-شکار (به انگلیسی: predator-prey equation) نامیده می‌شود، یک زوج معادله دیفرانسیلی غیرخطی است که به‌عنوان مدلی برای سیستم‌های زیستی که در آن‌ها دو گونه به صورت شکارچی و شکار وجود دارند، بکار می‌رود. این معادلات اولین بار توسط آلفرد لوتکا در ۱۹۲۵ و ویتو ولترا ۱۹۲۶ ارائه شدند. این معادلات به صورت زیر بیان می‌شوند:
{\displaystyle {\frac {dx}{dt}}=x(\alpha -\beta y)}
{\displaystyle {\frac {dy}{dt}}=-y(\gamma -\delta x)}
که در آن‌ها y تعداد شکارچی‌ها، x تعداد شکارها، t زمان و ‎α، β، γ و δ‎ پارامترهای مشخصه برهم‌کنش شکارچی‌ها و شکارها است.
- معادله شکارها می‌شود:

{\displaystyle {\frac {dx}{dt}}=\alpha x-\beta xy.}
رشد لجستیک شکارها توسط x نشان داده شده که به میزان α در dx تأثیر می‌گذارد و y نشان دهندهٔ تعداد گونهٔ شکارچی در رشد لجستیک است و به این معناست که به میزان تعداد برخوردهای گونه x و y که برابر است با xy و نرخ شکار شدن β میزان تعداد کم شدن x را نشان می‌دهد پس به میزان βxy (یا شکار شدن x) از جمعیت لجستیک x در هر وهله تغییراتی زمانی از جمعیت αx کم می‌کنیم.
- معادله شکارچی‌ها می‌شود:

{\displaystyle {\frac {dy}{dt}}=\delta xy-\gamma y.}
در این معادله {\displaystyle \delta xy} نشان دهنده افزایش جمعیت شکارچی‌ها است و {\displaystyle \gamma y} نشانگر مرگ طبیعی آنهاست (که یک نوع ثابت واپاشی می‌باشد).

## همشیبنمودار لوتکا-ولترا
برای هر معادله دیفرانسیلی می‌توان نمودار ترسیم نقطه‌ای (به انگلیسی: dot plot) کشید اما چنانچه نموداری را در ترسیم نقطه‌ای رسم کنیم که در هر نقطه از آن dx/dt صفر شود همشیب آن نام دارد و از نظر زیستی هر شکلی از آن تحلیل خاصی دارد.

همشیب صید و صیاد دارای یک نقطه تعادل و پایداری دو گونه

#### همشیبصید و صیاد دارای یک نقطه تعادل و پایداری دو گونه
برای هر نقطه در نمودار، تمایل شیب رشدها به سمت نقطه تقاطع دو نمودار است.

#### همشیبصید و صیاد دارای سه نقطه تعادل

همشیب صید و صیاد دارای سه نقطه تعادل

برای برخی نقاط انقراض صید و برخی صیاد مدنظر است و در نقاطی به تعادل در نقطه تعادل می‌رسیم.

#### همشیبدارای یک نقطه تعادل و انقراض صیاد
برای هر نقطه در نمودار، صیاد منقرض می‌شود.

همشیب دارای یک نقطه تعادل و انقراض صیاد

#### همشیبدارای یک نقطه تعادل و انقراض صید

همشیب دارای یک نقطه تعادل و انقراض صید

برای هر نقطه در نمودار، صید منقرض می‌شود. (دقت کنید این مدل فقط ریاضیاتی است و تا حد خوبی بر طبیعت منطبق است و نه کاملاً)